# Handwerkskammer für Unterfranken

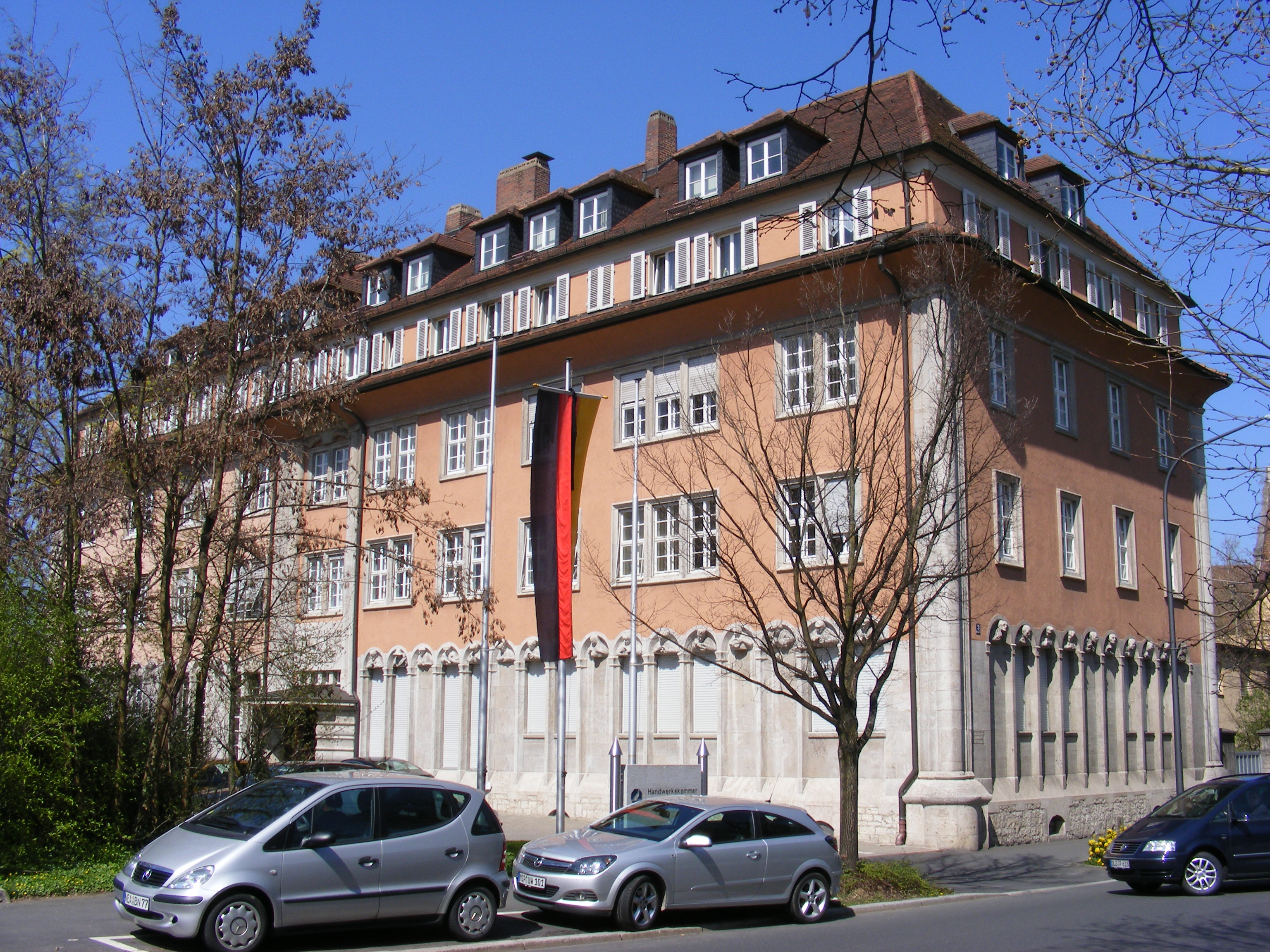
Verwaltungsgebäude

Die Handwerkskammer für Unterfranken ist eine Körperschaft des öffentlichen Rechts. Gesetzliche Grundlage ist das Gesetz zur Ordnung des Handwerks. Die Handwerkskammer für Unterfranken hat rund 19.500 Mitgliedsbetriebe mit rund 93.500 Beschäftigten, sie erwirtschafteten im Jahr 2022 einen Gesamtumsatz von knapp 12,5 Milliarden Euro. Die Ausbildungsquote, der Anteil der Lehrlinge an allen Beschäftigten, lag 2022 bei 7,4 %. Sitz der Hauptverwaltung ist Würzburg.

## Aufgaben
Zentrale Bereiche der Handwerkskammer für Unterfranken sind „Selbstverwaltung“, „Interessenvertretung“ und „Dienstleistungen“. Im Auftrag des Staates erfüllt sie zudem hoheitliche Aufgaben. So führt sie unter anderem die Handwerksrolle, die Lehrlingsrolle und regelt das Prüfungswesen.
Zu den Aufgaben der Handwerkskammer gehört eine gemeinsame und solidarische Vertretung der Anliegen aller Handwerker in Politik und Öffentlichkeit. Die Handwerkskammer bietet Beratungen für ihre Mitgliedsbetriebe an und unterstützt sie, die Beschäftigten und Lehrlinge sowie Jugendliche und deren Eltern auf dem Gebiet der Aus- und Weiterbildung. In den Bildungszentren der Handwerkskammer für Unterfranken werden hierzu Kurse angeboten.

## Organisation
Die Mitgliedsbetriebe der Handwerkskammer für Unterfranken entsenden ihre Vertreter in die Vollversammlung, die aus 48 Personen besteht. 32 Vollversammlungsmitglieder vertreten die Selbstständigen, 16 sind Arbeitnehmervertreter. Die Mitglieder der Vollversammlung werden durch Listen in allgemeiner, gleicher und geheimer Wahl gewählt. Die Wahl zur Vollversammlung erfolgt auf fünf Jahre.
Die Vollversammlung wählt aus ihrer Mitte wiederum den Vorstand. Der Vorstand der Handwerkskammer besteht aus dem Vorsitzenden (Präsidenten), der Inhaber bzw. Vertreter eines Betriebes eines Handwerks oder handwerksähnlichen Gewerbes (Arbeitgebervertreter) sein muss, zwei Stellvertretern (Vizepräsidenten), von denen einer Geselle oder ein anderer Arbeitnehmer mit abgeschlossener Berufsausbildung (Arbeitnehmervertreter) sein muss, und neun weiteren Mitgliedern, und zwar sechs selbstständigen Gewerbetreibenden und drei Arbeitnehmervertretern. Die Amtsdauer des Vorstandes richtet sich nach der Wahlperiode der Vollversammlung.
Der Hauptgeschäftsführer und gegebenenfalls weitere Geschäftsführer werden von der Vollversammlung gewählt. Die Wahl bedarf der Genehmigung durch das Bayerische Staatsministerium für Wirtschaft, Landesentwicklung und Energie.
Nach außen wird die Handwerkskammer durch den Präsidenten und den Hauptgeschäftsführer vertreten. Der Hauptgeschäftsführer ist oberster Dienstvorgesetzter aller Kammerbediensteten.

## Geschichte

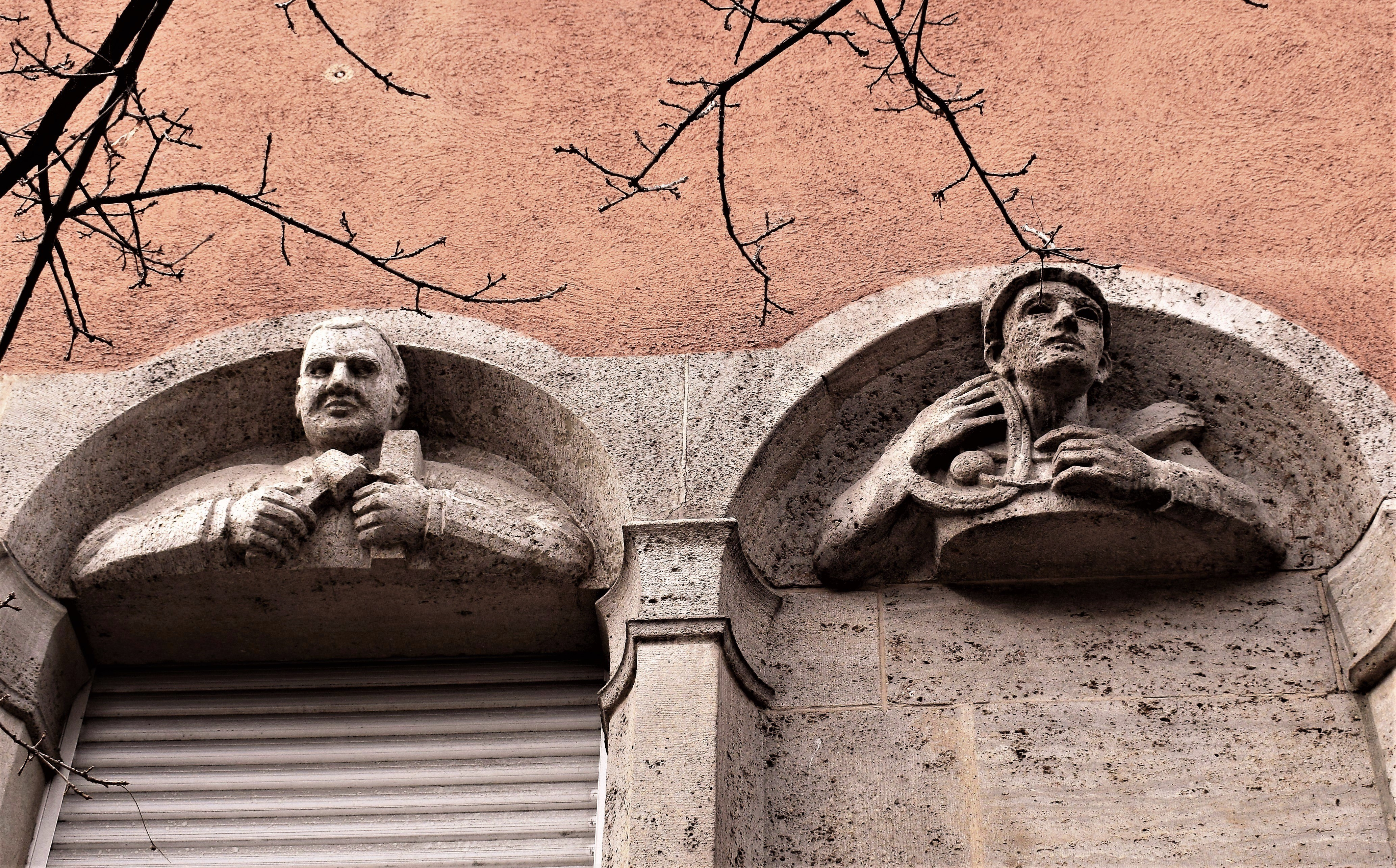
Skulpturen von Ludwig Sonnleitner: Handwerker

Im Jahre 1899 ordnete das bayerische Innenministerium die Gründung einer Handwerkskammer in Würzburg an, zusammen mit zwei Abteilungen in Aschaffenburg und Schweinfurt, die noch heute als Außenstellen der Handwerkskammer agieren. Die konstituierende Sitzung der Handwerkskammer Unterfranken fand am 5. Juni 1900 in Würzburg statt. Im Jahr 1926 zieht die Handwerkskammer für Unterfranken aus bislang angemieteten Räumen in ein eigenes Gebäude (Grundsteinlegung am 22. August 1925; Architekt: Otto Leitolf, Köpfe in der Hauptfassade: Ludwig Sonnleitner) am Rennweger Ring in Würzburg um, in dem sich bis heute der Sitz der Hauptverwaltung befindet.
Kurz vor Ende des Zweiten Weltkrieges wurde das Gebäude während eines Angriffes der Alliierten am 16. März 1945 fast völlig zerstört. 1949 war der Wiederaufbau des Kammergebäudes abgeschlossen, in der Zwischenzeit wurde der Betrieb an wechselnden Orten notdürftig aufrechterhalten.
1952 legte die Handwerkskammer den Grundstein für das heutige Bildungszentrum im Würzburger Stadtteil Zellerau. Es folgten das Bildungszentrum Aschaffenburg im Jahr 1976 und elf Jahre später das Berufsbildungszentrum Schweinfurt. 2004 eröffnete die Handwerkskammer für Unterfranken das Kompetenzzentrum für Energietechnik in Würzburg.
Die Handwerkskammer für Unterfranken unterhält seit 1966 eine enge Partnerschaft mit der Handwerkskammer Caen im französischen Département Calvados. 1992 nahm die Handwerkskammer partnerschaftliche Beziehungen zur Handwerkskammer Istanbul in der Türkei auf. Seit 2000 besteht zudem eine Partnerschaft mit der Handwerkskammer Pommern/Danzig.

## Bildungszentren
Die Handwerkskammer für Unterfranken gehört zu den größten Bildungsträgern in der Region Unterfranken.
In den drei Bildungszentren in Würzburg, Schweinfurt und Aschaffenburg werden neben Meisterkursen überbetriebliche Ausbildungen, Berufsorientierungskurse für Schüler sowie weitere Kurse und Seminare durchgeführt.
Das Bildungszentrum Würzburg ist gewerblich-technisch ausgerichtet. Zu den Schwerpunkten zählen unter anderem die Bereiche Beauty und Wellness, Lebensmittel, Kfz, Holz, Sanitär-Heizung-Klima und Energietechnik.
Im Bildungszentrum Schweinfurt werden vor allem Weiterbildungen im Bereich Metallbau wie Schweißen, CAD-Technik und Metallbautechnik angeboten.
Der Fachbereich Feinwerkmechanik ist Schwerpunkt des Bildungszentrums Aschaffenburg. Zum Angebot gehören hauptsächlich Lehrgänge für computergesteuerte Werkzeugmaschinen (CNC), computerunterstütztes Konstruieren (CAD), Qualitätsmanagement metallverarbeitender Betriebe und die Weiterbildung zum Feinwerkmechanikermeister.
Das Kompetenzzentrum für Energietechnik in Würzburg ist auf Seminare und Fortbildungen zum Thema „erneuerbare Energien“ spezialisiert, die Akademie für Unternehmensführung auf die Bereiche Unternehmensführung und EDV/IT. Neben klassischem Präsenzunterricht werden in der Akademie für Unternehmensführung auch berufsbegleitende Fortbildungslehrgänge in flexibler Blended-Learning- und Online-Form angeboten.
Die Fahrzeugakademie Schweinfurt hat ihren Schwerpunkt in der Fortbildung von Fach- und Führungskräften für fahrzeugbezogene Handwerksberufe. Die Kurse gliedern sich in Themengebiete wie „Pkw und Nutzfahrzeuge“, „Karosserie- und Fahrzeugbau“, „Oldtimerrestaurierung“, „Zweirad (Motorrad, Pedelec und Fahrrad)“, „Land- und Baumaschinen“ oder „Caravan Service“.

## Tochtergesellschaften
Die Handwerkskammer Service GmbH, die Gesellschaft für berufliche Förderung (GbF) Schweinfurt und die GbF Aschaffenburg sind Tochterunternehmen der Handwerkskammer für Unterfranken. Alle drei engagieren sich für das Ziel, Jugendliche und Erwachsene für eine berufliche Tätigkeit zu qualifizieren, sie auf den Berufseinstieg vorzubereiten, zu beraten und zu begleiten.